# Hội thảo UFO
Hội thảo UFO là hội thảo về vật thể bay không xác định (UFO) thường diễn ra hàng năm tại các khách sạn hoặc trung tâm hội nghị. Trước đây, nhiều hội thảo chủ yếu chỉ giới thiệu những người tiếp xúc UFO kể về trải nghiệm của riêng mình. Các chủ đề khác, như thuyết âm mưu UFO, thuyết âm mưu nói chung và các hiện tượng siêu linh khác thường được đem ra thảo luận sôi nổi.
- Lễ hội UFO Roswell vào cuối tuần ngày 4 tháng 7 (Roswell NM)
- Alien Con
- Đại hội UFO
- Contact In The Desert (Indian Wells CA)
- Hội nghị UFO núi Ozark (Eureka Springs AR)
- UFO MegaCon Lưu trữ ngày 12 tháng 12 năm 2021 tại Wayback Machine
- UFO Fest (McMinnville, Oregon)
- Hội thảo Phi thuyền Giant Rock, do George Van Tassel tổ chức và giúp trả tiền cho Integratron từ giữa thập niên 1950 đến giữa thập niên 1970 nằm gần Landers, California[1]
- Hội nghị Chuyên đề về UFO Quốc tế của MUFON (1969 đến nay)[2]
- Hội nghị UFO Quốc gia (1999 đến nay)
- Conspiracy Con, do Brian William Hall chủ trì từ năm 2001 đến nay

Hội thảo UFO từng được giới thiệu qua nhiều loại hình văn hóa đại chúng khác nhau:
Truyền hình
- The Lone Gunmen, từ tập E.B.E. của phim X-Files năm 1994, bắt nguồn từ một hội thảo UFO
- Esteemsters, tập phim Daria năm 1997
- The Convention, tập phim Roswell năm 2000
- Attack of the Saucer Morons, tập phim Invader Zim năm 2001
- Alien Abductions, tập phim Bullshit! năm 2003, xuất hiện đúng 3 ngày tại một hội thảo UFO